# Ordine del Servizio Meritevole a Sarawak
L'Ordine del Servizio Meritevole a Sarawak è un ordine cavalleresco di Sarawak.

## Storia
L'ordine è stato fondato nel 1997.

## Classi
L'ordine dispone dell'unica classe di membro che dà diritto al post nominale DJBS.
Gli insigniti ricevono il titolo di:
- Datu (per gli uomini) e Datin (per la moglie)
- Datin Paduka (per le donne)

L'Ordine non può contare più di 100 insigniti in vita.

## Insegne
- Il nastro è giallo con bordi rossi e con al centro una striscia nera.